# Agència Magnum
L'Agència Magnum Photos és una agència internacional de fotografia, amb oficines a Nova York, París, Londres i Tòquio.

## Fundació
Magnum va ser fundada a París l'any 1947 per Robert Capa, David "Chim" Seymour, Henri Cartier-Bresson, George Rodger i William Vandivert (tots fotògrafs), Rita Vandivert i Maria Eisner, a partir d'una idea de Capa. (Seymour, Cartier-Bresson i Rodger estaven absents de la reunió en què es va fundar. En resposta a una carta que li deia que n'era membre, Rodger va escriure que Magnum semblava una bona idea, però, "Tot va sonar massa ampli per ser veritat", quan Capa li havia explicat i, "més aviat ho vaig descartar de la meva ment".)
Rita Vandivert va ser la primera presidenta, i cap de l'oficina de Nova York; Maria Eisner, la cap de l'oficina de París. El pla era que Rodger cobrís Àfrica i el Mitjà. Est; Cartier-Bresson per cobrir el sud i l'est asiàtic; Seymour i William Vandivert per cobrir Europa i els Estats Units, respectivament; i Capa per ser lliure de seguir la seva curiositat i els seus esdeveniments.
Magnum és una de les primeres cooperatives fotogràfiques, propietat i administrada íntegrament pels membres. El personal té un paper de suport per als fotògrafs, que conserven tots els drets d'autor del seu propi treball.
La cooperativa Magnum ha inclòs fotoperiodistes d'arreu del món, que han cobert molts esdeveniments històrics del segle xx. L'arxiu de la cooperativa inclou fotografies que representen la vida familiar, drogues, religió, guerra, pobresa, fam, crim, govern i «celebritats».
Tot i que s'ha afirmat que el nom "Magnum" va ser escollit perquè els membres fundadors sempre bevien una ampolla de xampany durant les primeres reunions, Russell Miller escriu:
Va ser... presumiblement, els assistents [a la primera reunió] van coincidir que Magnum era un nom nou i excel·lent per a una nova empresa tan atrevida, indicatiu de la grandesa en la seva traducció literal al llatí, la duresa en la seva connotació de pistola i la celebració en el seu mode de xampany.

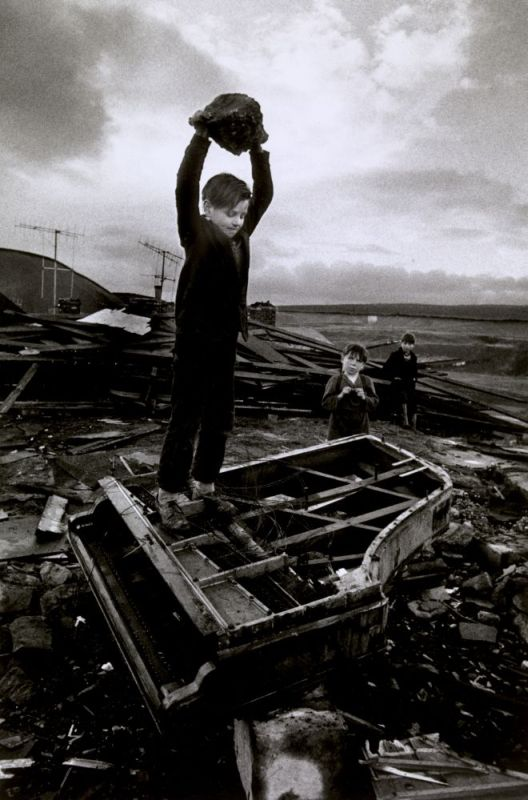
Nen destruint piano a Pant-y-Waen, Gal·les del Sud, de Philip Jones Griffiths, 1961

## Governació
Magnum és propietat dels seus fotògrafs, que actuen com a accionistes. Cada membre de ple dret de Magnum té un vot en les propostes formulades en una reunió que se celebra un cop l'any, anomenada Junta General Anual (AGA). Els fotògrafs amb la condició de col·laborador o corresponsal estan representats per Magnum, però no tenen dret de vot. Els membres de ple dret poden optar per ser col·laboradors després de 23 anys de membres; aquest estat els dona més llibertat per treballar fora de Magnum, a costa dels seus drets de vot.

## Eleccions de nous membres
En els primers anys de Magnum, la pertinença s'havia produït generalment per invitació personal de Robert Capa. Tanmateix, el 1955 es va establir un sistema de membres de tres etapes que continua fins avui i es descriu a continuació. Fins al 1953 també hi havia un gran nombre de stringers que utilitzaven Magnum, però no n'eren membres.
Els fotògrafs de Magnum es reuneixen un cop l'any, durant l'últim cap de setmana de juny, a Nova York, París o Londres, per parlar dels negocis de la cooperativa. Es reserva un dia de la reunió per revisar les carteres de nous membres potencials i votar sobre l'admissió de persones. Es convida a un sol·licitant aprovat a convertir-se en un "membre nominat" de Magnum, una categoria de membres que ofereix una oportunitat als membres i a la persona de conèixer-se, però que no inclou compromisos vinculants per cap banda.
Després de dos anys de membre de Nominate, un fotògraf pot presentar una altra cartera si vol sol·licitar la "Subscripció associada". Si té èxit, el fotògraf està subjecte a les normes de l'agència i gaudeix de les seves instal·lacions i representació mundial. La diferència entre un membre associat i un membre de ple dret és que un associat no és un director de la companyia i no té dret de vot en la presa de decisions corporatives. Després de dos anys més, un associat que vol ser considerat com a membre de ple dret presenta una altra cartera de treballs per a la consideració dels membres. Un cop elegit com a membre de ple dret, l'individu és membre de Magnum de per vida o durant el temps que el fotògraf ho desitgi.
No s'ha demanat mai a cap fotògraf membre de Magnum que marxi.

## Acusacions de problemes de protecció infantil amb l'arxiu digital de Magnum
L'arxiu digital de Magnum Photos constitueix més d'1 milió d'imatges, que Magnum concedeix a través del seu lloc web. A l'agost de 2020, el lloc web de Magnum es va deixar fora de línia després que els problemes es plantegessin el lloc web de fotografia 'Fstoppers' i ampliat a les xarxes socials per altres com Jörg Colberg. Tenint en compte les etiquetes de les fotos, hi havia la preocupació que Magnum estigués posant a la seva disposició fotografies de nens amb nuesa; que documentava trobades que constituïen un registre d'actes d'abús sexual infantil; i que eren problemàtics pel que fa a la manera com s'havien etiquetat per a la cerca. "Gran part de les crítiques s'han centrat en una sèrie de fotografies dels EUA fotògraf David Alan Harvey de la seva època documentant les treballadores sexuals a Bangkok el 1989." En un comunicat, Magnum va dir que tornarà a examinar el contingut del seu arxiu i, des de llavors, ha tornat a fer disponible el seu lloc web, però sense la sèrie Bangkok de Harvey. Harvey va ser suspès més tard durant un any després d'una investigació formal sobre acusacions de conducta sexual inadequada contra ell.

## Col·lecció fotogràfica
El febrer de 2010, Magnum va anunciar que la firma de capital risc de Michael Dell MSD Capital havia adquirit una col·lecció de prop de 200.000 impressions de premsa originals d'imatges preses pels fotògrafs de Magnum. S'havia associat amb el Harry Ransom Center de la Universitat de Texas a Austin per preservar, catalogar i posar fotografies a disposició del públic en general. El setembre de 2013 es va anunciar que MSD Capital va donar la col·lecció al Ransom Center. Es fa un inventari preliminar disponible per als investigadors que vulguin utilitzar la col·lecció.

## Premi de fotògrafs graduats
El Graduate Photographers Award es va establir el 2015.

## Publicacions
- America in Crisis. Nova York, Nova York: Ridge Press; Holt, Rinehart i Winston, 1969. ISBN 9780030810206. Text de Mitchel Levitas, editat per Charles Harbutt i Lee Jones, fotografies d'Eve Arnold, Cornell Capa, Bruce Davidson, Elliott Erwitt, Burt Glinn, Philip Jones Griffiths, Charles Harbutt, Danny Lyon, Constantine Manos, Donald McCullin, Dennis Stock, Mary Ellen Mark i possiblement altres.
- En el nostre temps: el món vist pels fotògrafs Magnum. Nova York; Londres: W W Norton & Co Inc, 1989. ISBN 0-393-02767-8. Per William Manchester. Amb assaigs de Manchester ("Imatges: un gran angular"), Jean Lacouture ("Els fundadors") i Fred Ritchin ("Què és Magnum?"), i "Notes biogràfiques i bibliografies seleccionades" i "Bibliografia i cronologia de Magnum" de Stuart Alexander.
- Magnum Landscape. Londres: Phaidon, 1996. Amb un pròleg de Ian Jeffrey i textos d'Henri Peretz, "The Phenomenon of Landscape" i "Chronology of Landscape Photography" .
  - Tapa dura, 1996.
  - Taula en rústica, 2005. ISBN 0-7148-4522-1.
- magnum°. Londres: Phaidon, 2002. ISBN 978-0-7148-4356-8. Text de Michael Ignatieff, disseny de Julia Hasting.
- Magnum Stories de Chris Boot. Londres: Phaidon, 2004. ISBN 0-7148-4245-1.
- Our World in Focus. Londres: Trolley Books, 2004. ISBN 1-904563-22-8.
- Magnum Magnum. Londres: Thames & Hudson, 2007. Editat per Brigitte Lardinois.[121]
  - Edició compacta flexibound. Londres: Thames & Hudson, 2009, 2010. ISBN 978-0-500-28830-6.
- Pop Sixties de Magnum Photos. Nova York, NY: Abrams, 2008. ISBN 978-0-8109-9526-0.
- Reading Magnum: A Visual Archive of the Modern World, editat per Steven Hoelscher. Austin, TX: Premsa de la Universitat de Texas, 2013. ISBN 978-0-292-74843-9.
- Magnum Analog Recovery. París: Le Bal, 2017. Editat per Diane Dufour, Pierre Haurquet i Anna Planas. Edicions en anglès (ISBN 9782919430000) i en francès.
- Magnum Manifesto London: Thames and Hudson, 2017. ISBN 978-0500544556. Edicions en anglès, francès i italià.
- Euro Visions. París: Steidl/Magnum en associació amb el Centre Georges Pompidou, 2006. ISBN 978-3865212238. Anglès.
- Georgian Spring: A Magnum Journal. Londres: Chris Boot en col·laboració amb el Geòrgia Ministeri de Cultura,[122] 2009. ISBN 978-19055712151 Error en ISBN: longitud ni 10 ni 13. Edicions en anglès i georgià.
- Magnum Cycling. Londres: Thames & Hudson, 2016. Amb text de Guy Andrews. ISBN 978-0500544570. Anglès.
- París: Magnum. Flammarion, 2014. ISBN 978-2080301529. Edicions en anglès i francès.
- Women Changing India. University of Chicago Press, en col·laboració amb BNP Paribas,[123] 2013. ISBN 978-8189884970. Anglès.
- Magnum Chronicles 01: a Brief Visual History in the Time of ISIS. Magnum, 2018. Format diari. Text en anglès i àrab.
- Magnum Streetwise: la col·lecció definitiva de fotografia de carrer de Magnum Photos. Londres; Nova York: Thames & Hudson, 2019. Editat per Stephen McLaren. Fotografies de diversos fotògrafs Magnum. ISBN 978-0500545072.[124][125]